# Birger Jensen (labdarúgó)
Birger Quistorff Jensen (Koppenhága, 1951. március 1. – Brugge, 2023. április 4.) válogatott dán labdarúgó, kapus.

## Pályafutása

### Klubcsapatban
1971 és 1974 között a B 1903, 1974 és 1988 között a belga Club Brugge, 1988-ban a Lierse labdarúgója volt. 1989-ben a holland Waalwijk csapatában fejezte be az aktív játékot. A Brugge csapatával öt belga bajnoki címet és két kupagyőzelmet ért el. Tagja volt az 1975–76-ös idényben UEFA-kupa-, és az 1977–78-as idényben BEK-döntős csapatnak.

### A válogatottban
1973 és 1979 között 19 alkalommal szerepelt a dán válogatottban.

## Sikerei, díjai
Club Brugge
- Belga bajnokság
  - bajnok (5): 1975–76, 1976–77, 1977–78, 1979–80, 1987–88
- Belga kupa
  - győztes (2): 1977, 1986
  - döntős (2): 1979, 1983
- Belga szuperkupa
  - győztes (2): 1980, 1986
- Bajnokcsapatok Európa-kupája (BEK)
  - döntős: 1977–78
- UEFA-kupa
  - döntős: 1975–76